# 攻占巴士底狱
攻占巴士底監獄（[pʁiz də la bastij]）發生於1789年7月14日，巴士底狱被巴黎市民攻下和佔領。此監獄是巴黎的一座中世纪城堡和监狱，被认为是法国封建專制统治的象征。
攻占巴士底狱被认为是法国大革命爆发的象征，因此7月14日也被定为法国的国庆日。

## 背景
1776年10月尼克就任法國國庫總管，上任後推行諸多改革政策，先是透過人頭稅和土地稅分配均勻劃來控制財政，後又廢除工業二十分之一稅（vingtième d'industrie）、設立典當制度，同時決定以高利貸的模式放出國家貸款，取代提高稅收，以償還法國債務。諸多親近第三階級的政策使其受到民眾歡迎，卻也引來保守派如皇族成員瑪麗皇后、阿图瓦伯爵等人不滿。1781年，法國經濟困難，保守派主張國家的經濟危機是因為尼克以國家貸款贊助美國獨立戰爭，要求其為此負責。
1789年7月9日，法國国民議会宣布改制為國民制宪议会，保守派趁勢勸說國王路易十六解雇他。11日，尼克宣布皇室家庭花費亦應按預算後，路易十六解僱了他，同時重組財政部。此舉引來巴黎市民不滿，認為此決定是皇室對議會開始干預的第一步，因此消息傳出後第二天，巴黎開始出現暴動，並受到法国卫兵的支持。。據此，法國調度部隊準備進駐巴黎，其中不少人非本國士兵，而是皇室僱傭的外國兵團，並下令推翻制宪议會，在凡爾賽的制宪议会只得不斷想辦法避免被驅逐出開會地點。

## 过程
7月14日，暴動群眾轉向巴士底狱，此地自亨利四世以來便是專門關押政治犯的監獄，因此不少民眾視巴士底監獄為法國王權專制獨裁的象徵之一。此外，監獄裡有武器和弹药库存，可供群眾進一步行動，於是群众开始对这个城堡发起进攻。
此時巴士底监狱只有114名守卫，管理者侯爵洛奈遂与兩名來自群众的代表展開谈判，两名代表保证只要不要与人民为敌，他们就会回去劝阻群众。侯爵答应此事，还留下二人吃午餐，但民众依然继续进攻。经过数小时的战斗，巴士底狱于当天下午被攻陷，侯爵洛奈被群众殴打、用刀乱刺直至斩首。他的头被穿在长矛上绕城展示，尽管当时监狱里只有7名囚犯（四名伪造犯，两名因道德罪被收押的贵族，以及一名杀人疑犯）。

## 后果

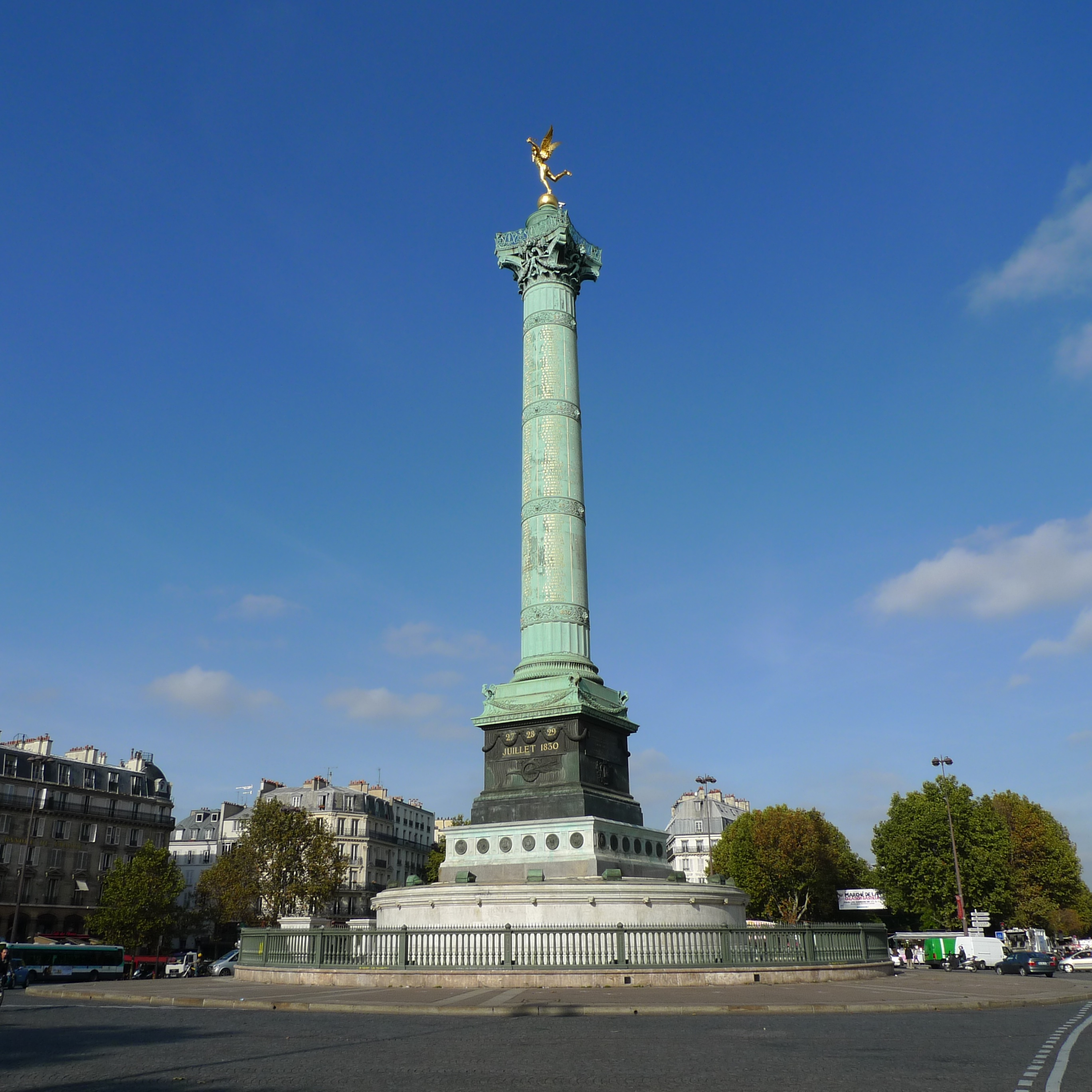
巴士底廣場和七月柱如今伫立在巴士底监狱的原址上

此事件发生之后，法国贵族开始大量出逃。最早一批离开巴黎的包括了后来的查理十世和他的两个儿子、孔代親王及孔蒂亲王。查爾斯·亞歷山大·德·卡洛訥紧随其后。他们在都灵聚首，密谋挑起内乱、反攻巴黎。
攻占巴士底獄的消息迅速传遍了法国各地，城市里建起了人民政权，而乡村里的农民烧掉了地契和庄园。大恐慌弥漫之下，富有乡绅遭到洗劫。

## 相關作品
- 《法國大革命》（La Révolution française）第一章
- 《人民與國王》（One Nation, One King）